# Bruno Giordano
Bruno Giordano (Rome, 13 augustus 1956) is een voormalig voetballer uit Italië, die als aanvaller uitkwam voor achtereenvolgens Lazio Roma, Napoli, Ascoli, Bologna en Ascoli. Met SSC Napoli won hij in 1987 de Italiaanse landstitel (de Scudetto), aan de zijde van de legendarische Diego Maradona.

## Interlandcarrière
Giordano kwam tussen 1978 en 1985 tot dertien officiële interlands (één doelpunt) voor Italië. Onder leiding van bondscoach Enzo Bearzot maakte hij als speler van Lazio Roma zijn debuut voor de nationale ploeg op 21 december 1978 in de vriendschappelijke wedstrijd tegen Spanje (1-0) in Rome, net als middenvelder Gabriele Oriali (Internazionale). Hij viel in die wedstrijd na 27 minuten in voor Francesco Graziani.

## Erelijst
Lazio Roma
- Topscorer Serie A

1979 (19 goals)
 SSC Napoli
- Serie A

1987
- Coppa Italia

1987